# Bernhard Stade
Bernhard Wilhelm Stade (* 11. Mai 1848 in Arnstadt; † 6. Dezember 1906 in Gießen) war ein deutscher evangelischer Theologe (Alttestamentler).

## Leben
Bernhard Stade war ein Sohn des Organisten, Stadtkantors und Musikdirektors von Arnstadt Heinrich Bernhard Stade (* 2. Mai 1816, † 29. Mai 1882) und seiner Ehefrau Emma geb. Hülsemann, verwitw. Bärwinkel (* 24. April 1814, † 14. Februar 1889). Arnstadts Oberbürgermeister Julius Hülsemann (1824–1888) war ein Onkel.
Nach dem Abitur 1867 in Arnstadt studierte Stade Evangelische Theologie in Leipzig, wo ihn besonders Kahnis und Fricke beeinflussten, und in Berlin und lehrte seit 1875 an der Theologischen Fakultät in Gießen. 1882/83 und 1896/97 wurde er zum Rektor der Universität gewählt. Stade begründete 1881 die renommierte Zeitschrift für die alttestamentliche Wissenschaft (ZAW). Er „gehörte […] zu den Zentralfiguren der alttestamentlichen Wissenschaft im ausgehenden 19. Jahrhundert.“
Bernhard Stade war verheiratet mit Helene Buff, einer Tochter des Gießener Physikers Heinrich Buff.

## Schriften (Auswahl)
ab 1878 zahlreiche Beiträge in: Theologische Literaturzeitung. Digitalisat.
- Über die alttestamentlichen Vorstellungen vom Zustande nach dem Tode, Leipzig 1877. Digitalisat.
- Lehrbuch der hebräischen Grammatik. Erster Theil. Leipzig 1879. Digitalisat.
- De populo Javan parergon patrio sermone conscriptum, Gießen 1880.
- Geschichte des Volkes Israel. Erster Band. [Geschichte Israels unter der Königsherrschaft.] Berlin 1887. Digitalisat.
- Geschichte des Volkes Israel. Zweiter Band. I. Geschichte des vorchristlichen Judenthums bis zur griechischen Zeit. Berlin 1888. (S. 1 bis 269.) Digitalisat.
- (mit Carl Siegfried): Hebräisches Wörterbuch zum alten Testamente, Leipzig 1893.
- Die Reorganisation der Theologischen Fakultät zu Gießen in den Jahren 1878 bis 1882, Thatsachen, nicht Legende. Eine Streitschrift wider Nippold und Genossen. Gießen 1894. Digitalisat.
- Biblische Theologie des Alten Testaments. Erster Band. Die Religion Israels und die Entstehung des Judentums. Tübingen 1905. Digitalisat.

## Nachweise
1. ↑  Geburtsangabe in Privilegirtes Arnstädtisches Regierungs- und Intelligenz-Blatt vom 8. Juli 1848, Beilage.
2. ↑  Chronik von Arnstadt. Zeittafel/Lexikon. 2003. ISBN 3934277071, S. 428. Sohn des Lehrers Christoph Heinrich Stade in Ettischleben; Nachruf in Der Deutsche. Zeitung für Thüringen und den Harz 1882 Nr. 126.
3. ↑  Sie starb als Pfründnerin der Stiftung der Gräfin Johanne Elisabeth von Schwarzburg vom Gleichen’schen Hause. (Regierungs- und Nachrichtsblatt für das Fürstenthum Schwarzburg-Sondershausen vom 11. April 1889, S. 173)
4. ↑  Eheschließung am 20. Juli 1847. (Heiratsangabe in Privilegirtes Arnstädtisches Regierungs- und Intelligenz-Blatt vom 9. Oktober 1847, S. 348.)
5. ↑  Verzeichnis der Arnstädter Abiturienten S. 20.
6. ↑  Am 2. Mai 1870 eingeschrieben für Theologie (Die Matrikel der Universität Leipzig. Teilband III. Weimar 2008. ISBN 978-389739-608-1, S. 158).
7. ↑  Smend 1989, S. 129.

| Personendaten    | Personendaten                                           |
| ---------------- | ------------------------------------------------------- |
| NAME             | Stade, Bernhard                                         |
| ALTERNATIVNAMEN  | Stade, Bernhard Wilhelm (vollständiger Name)            |
| KURZBESCHREIBUNG | deutscher protestantischer Theologe und Alttestamentler |
| GEBURTSDATUM     | 11. Mai 1848                                            |
| GEBURTSORT       | Arnstadt                                                |
| STERBEDATUM      | 6. Dezember 1906                                        |
| STERBEORT        | Gießen                                                  |